# Ursula Buchfellner
Ursula Buchfellner est un mannequin et une actrice allemande née le 8 juin 1961 à Munich, également connue sous les diminutifs ou pseudonymes Uschi Buchfellner, Ursula Fellner, Ulla Maris et Ursula Maris. Playmate du magazine Playboy, elle a ensuite tourné dans des films érotiques avant de changer complètement d'activité au milieu des années 1980.

## Biographie

### Jeunesse
Ursula Buchfellner était d'une famille de dix enfants, avec un père alcoolique et violent, qui vivait à Hasenbergl, quartier défavorisé de la périphérie de Munich. La famille habitait un baraquement pour sans-abri dans un appartement de 60m2 où la salle de bains était partagée avec trois autres familles. Pour tenter d'atténuer ces conditions misérables, la mère poussait ses enfants à se diriger vers des activités artisanales profitant à toute la famille. C'est ainsi que des frères et sœurs travaillèrent jeunes dans une boucherie, et Ursula elle-même commença à l'âge de quinze ans à se former comme vendeuse dans une pâtisserie.
En 1977 - elle avait seize ans - Ursula fut remarquée dans une brasserie munichoise par un rédacteur de Playboy qui lui suggéra de postuler pour devenir playmate. À cet âge, elle devait obtenir l'assentiment de ces parents, qu'elle obtint sous un prétexte quelconque. Seul son oncle, à qui elle se confiait à cette époque, l'encouragea à tenter, en participant aux séances de pose, « la chance de sa vie ».

### Playmate et actrice
Après la séance photo pour laquelle elle reçut environ 4000 Deutsche Marks, elle apparut en tant que Miss Dezember 1977, devenant la plus jeune playmate de l'édition allemande de Playboy. Ceci ne fut pas accepté par tout son entourage : elle fut renvoyée par son employeur, et répudiée par sa grand-mère.
Cependant, ses photos furent remarquées par nombre de photographes, si bien qu'elle fut choisie pour devenir Miss October 1979 dans l'édition américaine du magazine ainsi que dans d'autres éditions étrangères (France, Espagne, Mexique, et plus tard Japon et Brésil) : elle y était la toute première playmate allemande, et fut sollicitée pour poser pour d'autres revues érotiques, comme Lui (dont elle fit la couverture en septembre 1982), Mayfair (en) ou Penthouse. Mais elle refusa tout net lorsque Penthouse lui fit une offre de 80.000 $ pour « écarter les jambes ».
À partir de la fin des années 1970, elle tourna comme actrice dans des films érotiques allemands, inspirés d'une série d'albums à succès, Schulmädchen-Report ainsi que dans divers films européens de série B, comme par exemple des films de l'espagnol Jesus Franco ou, aux côtés de Corinne Cléry dans L'ultimo harem de Sergio Garrone.
Vers le milieu des années 1980, Ursula Buchfellner mit un terme à sa carrière de modèle et actrice érotique. À partir de ce moment, elle n'apparut plus qu'occasionnellement en tant qu'actrice pour un théâtre populaire bavarois ou pour quelques séries télévisées. Contrairement à sa collègue Sibylle Rauch, playmate de l'édition allemande de Playboy en juin 1979, avec laquelle elle avait souvent tourné, elle a complètement changé d'orientation pour retrouver une vie plus rangée.
Dans un article de la Süddeutsche Zeitung daté du 14/15 janvier 1984 et intitulé Das Playmate vom Hasenbergl, on peut lire : "L'histoire a une fin heureuse pour l'instant" et Ursula déclare : J'ai eu une chance invraisemblable dans la vie. La gratitude n'est pas le bon terme pour exprimer cela. Est-ce qu'on doit avoir de la gratitude envers le marais dans lequel on ne s'est pas enlisée ? Tout le monde ne peut pas choisir ici-bas le terrain sur lequel on peut trouver un peu de chance."
Dans cette nouvelle vie, Ursula a suivi une formation en cosmétologie, est devenue professeur de sport pour enfants et enfin astrologue après avoir suivi des séminaires en psychologie. Elle a fréquenté pendant sept ans avec l'homme d'affaires berlinois et ancien propriétaire de boîte de nuit Rolf Eden, mais ne l'a pas épousé. Elle est restée sans enfant et vit actuellement en Suisse.
En 2015, elle a publié son autobiographie, dans laquelle elle rapporte, entre autres, la maltraitance dont elle a été victime à l'âge de sept ans et toutes les difficultés subies les années suivantes.

## Filmographie
- 1978 : Popcorn und Himbeereis : Yvonne
- 1979 : Cola, Candy, Chocolate (de) : Carmela
- 1979 : Liés par le sang (Bloodline) : victime d'un meurtre (scène coupée au montage)
- 1979 : On est venu là pour s'éclater : Nelly
- 1980 : Kreuzberger Liebesnächte (de) : Sabine König
- 1980 : Heiße Kartoffeln (de) : Nina
- 1980 : Der Kurpfuscher und seine fixen Töchter (de) : Petra
- 1980 : Chasseur de l'enfer (de) (El Canibal) : Laura Crawford
- 1980 : Trois Tyroliens à Saint-Tropez (Drei Lederhosen in St. Tropez) : Carla
- 1981 : Sadomania : Tara Lindberg
- 1981 : Linda (de) : Betsy Norman
- 1981 : L'ultimo harem de Sergio Garrone : Teresa
- 1982 : Locker vom Hocker (série télévisée)
- 1983 : Salut la puce : Ursula
- 1983 : Der Trotzkopf (de) (mini-série), 5 épisodes : Melanie
- 1984 : Heiße Wickel - kalte Güsse (série télévisée), 1 épisode : Margit
- 1985 : Reisgeld In Natura (cout-métrage) : Vivi
- 1985 : Ausgeträumt : Ireen Flame
- 1987 : Derrick (série télévisée), 2 épisodes : Rita Jakobs / Gisela Trabuhr
- 1988 : Die Wicherts von nebenan (de) (série télévisée), 2 épisodes : la secrétaire Sylvie
- 1995 : Ehen vor Gericht (de) (série télévisée), 1 épisode : Karin Walter
- 1995 : Tierärztin Christine II: Die Versuchung (téléfilm) : Frau Leitner
- 1994-1997 : Zum Stanglwirt (de) (série télévisée), 12 épisodes : Uschi
- 1994-1998 : Peter Steiners Theaterstadl (en) (série télévisée), 14 épisodes : Roserl Wagner / Anita Gänslein / Else / Rita Meisinger
- 2012 : Dahoam is Dahoam (série télévisée), 2 épisodes : Ursi